# Andreas Roland Grüntzig
Andreas Roland Grüntzig ( Dresde, 25 de junio de 1939 – Forsyth (Georgia), 27 de octubre de 1985), fue un cardiólogo y radiólogo alemán que realizó la primera angioplastia coronaria con balón exitosa, con el fin de mejorar el flujo sanguíneo de arterias coronarias ocluidas.

## Juventud
Andreas Roland Gruentzig nació en el comienzo de la II Guerra Mundial, el día 25 de junio de 1939 en la ciudad de Dresden, Alemania. Su padre, el Dr. Wilmar Gruentizg (1902-1945), era un profesor de ciencias en una escuela secundaria con estudios de Ph.D.en química. Wilmar luego fue enrolado para la sección de meteorología de la Luftwaffe, fuerza aérea alemana, durante la II Guerra Mundial, y presumiblemente murió en ese conflicto bélico. Su madre era Charlotta Gruentzig (1907-1955), también docente. Su hermano mayor era Johannes Gruentzig. Luego del nacimiento de Andreas en Dresde, en el año 1940 la familia se mudó a una casa en el pequeño pueblo de Rochlitz en Sajonia occidental. Luego de la guerra, Charlotta llevó a sus hijos a Leipzig, junto con su hermana y su madre. En 1950, ella mudó a sus hijos esta vez a Buenos Aires (Argentina), a vivir con el hermano y la esposa de su fallecido padre (Wilmar). En  Leipzig Gruentzig comienza la escuela secundaria la institución Thomasschule zu Leipzig. Andreas ser graduó  en el año 1957 . 
Andreas Gruentzig comenzó sus estudios de Medicina en la Universidad de  Heidelberg  en  1958, obteniendo su título el día 8 de abril de 1964. Luego el comenzó rotaciones por distintos internados académicos en lugares como Mannheim, Hanover, Bad Harzburg y Ludwigshafen. Sus estudios incluian la medicina interna y la cirugía vascular. En 1966, Gruentzig regresó a la Heidelberg University para trabajar en un anexo llamado Instituto para la Medicina Social y Ocupacional, donde investigaba factores de riesgo para enfermedades cardiovasculares, respiratorias y hepáticas. En 1967, realizó también un fellowship remunerado para estudios epidemiológicos en School of Hygiene de la University of London. En 1968, Andreas trabajó en medicina asistencial en la clínica Max Ratschow en Darmstadt.
En 1969, Gruentzig y su futura esposa Michaela viajaron a Zúrich donde comenzó sus trabajos en el departamento de Angiología de la University Hospital of Zurich.

## El desarrollo de la Angioplastia
Durante los últimos años de la década del ´60, Gruentzig había tomado noción sobre procedimientos de Angioplastia en una conferencia en Frankfurt dada por el americano Charles Dotter. Al encontrar la suficiente resistencia de índole burocrática en Alemania para realizar mayor exploración de las novedosas técnicas de Angioplastia, Gruentzig decidió continuar su camino en Zúrich (Suiza).
La primera Angioplastia coronaria exitosa realizada por Gruentzig en un paciente real tuvo fecha el día 16 de septiembre de 1977 en la ciudad de Zúrich, Suiza. En ella, logró expandir el diámetro de un segmento severamente estenótico en un segmento de la arteria "Descendente Anterior" (DA). Dicha arteria -como figura en detalle en sección sobre circulación coronaria- es de gran calibre y fundamental importancia; originada de la Arteria Coronaria Izquierda, la arteria DA desciende por el surco interventricular anterior e irriga importante extensión del corazón en su cara anterior y llega hasta la punta del mismo. Gruentzig consecuentemente presentó los resultados de sus primeros cuatro casos de Angioplastia coronaria en el encuentro de la American Heart Assoaciation (AHA) del año 1977, lo cual le otorgó un reconocimiento difundido de sus trabajos pioneros en la materia.
Los resultados inmediatos en los pacientes que recibían tratamiento de arterias coronarias por Angioplastia (aunque éstos fueron en su momento realizados utilizando únicamente catéteres fabricados en la cocina y por lo tanto alejados de los estándares modernos), resultaron considerablemente buenos. Los pacientes tratados se mantuvieron libres de dolor precordial -sugestivo de isquemia cardíaca- luego de dichos tratamientos. En el caso particular del primer paciente tratado con la nueva técnica por catéter, sus resultados angiográficos fueron electivamente corroborados por angiografía coronaria 10 años después del tratamiento inicial, esta vez en instalaciones de la Emory University. En el nuevo estudio realizado a ese paciente, su segmento estenótico en la arteria Descendente Anterior se encontraba casi totalmente expandido: a pesar de los años transcurridos, no se había regenerado la lesión que restringía en su momento el flujo por la arteria coronaria.
Los excelentes resultados obtenidos en los primeros casos, y la continuación de esa tendencia en las siguientes series de casos, fue importante para el rápido desarrollo y creciente aceptación de la Angioplastia en ámbitos de valor científico y académico. Como parte del proceso, Gruentzig reconoció diversos asuntos importantes a considerar en torno al novel enfoque terapéutico: a) la Angioplastia no sería tan rápidamente aceptada por muchos sectores médicos, menos aún por los cirujanos cardíacos que trataban la enfermedad coronaria con cirugía de bypass aorto-coronario, b) podría encontrarse con malos resultados en caso de realizar una selección poco cuidadosa de qué pacientes y qué lesiones tratar, y también de los médicos tratantes, c) sería importante realizar una dedicada enseñanza de la técnica a nuevos operadores, tanto como de las potenciales dificultades que pueden encontrarse, con la idea de disminuir la ocurrencia de malos resultados. Gruentzig realizó gran trabajo en función de fortalecer estos aspectos del nuevo tratamiento, los cuales han sido ampliamente reconocidos por la especialidad Cardiología.
Llegado el año 1990, tomando el gran conjunto de pacientes con enfermedad ateromatosa severa en sus arterias coronarias, un mayor número de ellos ya eran tratados por cateterismo que por cirugía cardíaca convencional de bypass coronario. Continuó el desarrollo en la técnica, con aparición de nuevas formas de diagnóstico endoluminal como la IVUS (Ultrasonografia endovascular).
Más adelante en la década de 1990, la mayor parte de los procedimientos de Angioplastia incluían, además de la expansión del diámetro arterial con insuflación de balón, también la colocación de un "stent" de material metálico. El implante de stents es realizado durante el mismo procedimiento de Angioplastia, al ser insuflado hidráulicamente con un balón interno utilizando presiones entre de 6 a 25 atmósferas. Luego el balón interno es retirado y el stent expandido actúa como un túnel metálico flexible dentro de la arteria mejorando el soporte mecánico de la misma y disminuyendo la tendencia a la reaparición de la lesión.
El exitoso enfoque terapéutico liderado por Gruentzig se mantiene en la actualidad como un gran adelanto y contribución al campo de la Medicina; demostró que es posible trabajar en territorios arteriales profundos y delicados, por ejemplo arterias coronarias, sin necesidad de cirugía abierta de alta invasividad. En este nuevo paradigma, el árbol arterial es utilizado de la misma manera que si fueran "autopistas para el tratamiento", con posibilidad de realizar tratamiento en muchos sistemas arteriales del organismo: tratamiento de la patología de arteria carótida, la intrincada circulación intracraneal, sistemas renal, esplácnico, pulmonar o la muy frecuente arteriopatía de miembros inferiores, y también de manera análoga intervenciones en circulación venosa. Tales intervenciones son realizadas sin necesidad de grandes cirugìas con alto monto de lesión tisular, y prescindiendo frecuentemente de anestesia general.

## Datos generales de vida
Gruentzig, quien de niño vivió en Argentina, con sus padres y dos hermanos como refugiados de la 2.ª Guerra Mundial, fue padre de una hija fuera de matrimonio, Katrin Hoffman (1967). Alrededor de la misma época, Gruentzig conoció a Michaela Seebrunner, se casaron en verano del año 1970 en la casa familiar de la mujer en Bad Reichenhall. Luego tuvieron una hija llamada Sonja Meret Gruentzig, nacida en septiembre de 1976.
Gruentzig también fue paciente de cateterismo cardíaco él mismo, realizado por sus discípulos Hal Whitworth y Gary Roubin en el año 1985. Luego de 20 minutos de finalizado el estudio, aparentemente Gruentzig se vistió y continuó su trabajo habitual en su despacho, manteniendo la acostumbrada compresión del sitio de punción en arteria femoral a través de su mano en el bolsillo. Ese estudio en sí mismo se basaba en que "si el conocimiento de la anatomía de las arterias coronarias era buena para los pacientes, también seria buena para si mismo".

## Fallecimiento
Andreas Gruentzig era un piloto civil con licencia para vuelo instrumental y la muerte lo alcanzó en un accidente ocurrido en un vuelo que realizaba junto a su mujer Michaela, pilotando su avión bimotor Beechcraft Baron en Forsyth, Georgia, el día 27 de octubre de 1985. Ambos cuerpos se encuentran enterrados en el cementerio Riverside (Macon, Georgia).

## Obra
- A. Grüntzig. Zur perkutanen Behandlung atherosklerotischer Stenosen mit dem Dilatationskatheter. In: G. Blümchen (ed.) Beiträge zur Geschichte der Kardiologie. Roderbirken 1979, p. 243–253.

- ↑ A.R. Gruntzig, A. Senning, W.E. Siegenthaler. Nonoperative dilatation of coronary-artery stenosis: percutaneous transluminal coronary angioplasty. In: N Engl J Med. 301 (2): 61-68 ; 12 de julio de 1979.

## Deceso
Grüntzig, piloto con brevet de vuelo por instrumentos, y su esposa fallecieron en un siniestro con su aeroplano Beechcraft Baron en Forsyth, Georgia el 27 de octubre de 1985.